# Comunidad budista Triratna

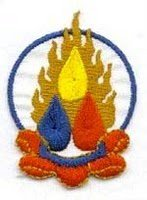
Detalle de la kesa de la Orden Budista Triratna

La Comunidad budista Triratna fue fundada por Sangharakshita en Inglaterra en los años 1960. 
Durante muchos años se conoció como Los Amigos de la Orden Budista Occidental; sin embargo a medida que el crecimiento del movimiento a nivel internacional y en parte con la implantación en la India hizo que la palabra “occidental” dejase de ser apropiada. En 2010 los Amigos de la Orden Budista Occidental pasaron a denominarse Comunidad Budista Triratna. “Triratna” significa “Tres Joyas”, y se refiere al Buda, el Dharma y la Sangha: que son respectivamente el ideal de la Iluminación, el Camino que conduce a la Iluminación y la Comunidad de aquellos que han entrado en el camino transcendental. Según los miembros de este movimiento el nombre recuerda qué es lo más importante en la vida espiritual y qué es lo que el movimiento intenta aportar al mundo. 
La Orden Budista Triratna, que en 2010 también cambio el nombre de occidental por "Triratna" es un movimiento internacional budista que trata de expresar los principios tradicionales del budismo en el mundo moderno. Tanto la Orden como el movimiento fueron fundados en 1967.
La Comunidad Budista Triratna está formada por centros de enseñanza de meditación y budismo, centros de arte y salud (Yoga, Tai Chi, Shiatsu) así como centros de retiro.
Dentro de la AOBO también existen comunidades donde viven las personas que practican regularmente el budismo. Asimismo existen negocios de subsistencia correcta donde se trata de llevar la práctica al ámbito del trabajo. En sí todas estas condiciones son formas en que los hombres y las mujeres involucrados organizan sus vidas y satisfacen sus necesidades ya sea de trabajo, de aprendizaje y de convivencia.

## La Orden Budista Triratna
La Orden Budista Triratna fue fundada por Sangharakshita en 1968. Está formada por personas que han tomado la determinación de dedicarse a la vida budista de por vida. La orden no es de carácter laico ni monástico, sino que sus miembros siguen el estilo de vida que mejor consideran que apoya su compromiso espiritual.
La Orden es una 'libre asociación de individuos' que van a Refugio a las Tres joyas —el Buda Gautama, el Dharma y la Sangha— y 'comparten una respuesta vital mutua'. Los miembros de la Orden han tomado votos para relacionarse entre ellos 'en base al modo del amor', y nos les une la amistad espiritual en sus dos aspectos principales- la comunicación y el deleite en los demás. En la actualidad tiene más de mil seiscientos miembros repartidos por todo el mundo.
Una aspiración de la Orden es que entre los miembros de la misma surja el 'tercer Orden de consciencia' que no es ni individual ni colectivo, sino que trasciende esa antítesis. Uno de los objetivos de la Orden es el trabajo conjunto y la comunicación en profundidad para que la Bodhicitta surja en el entorno de la Orden. 
La Orden se caracteriza por observar los cinco o diez preceptos éticos; la práctica de las puyas de siete y tres etapas, la práctica de la meditación, dentro del marco del sistema de meditación (Anapanasati y Metta Bhavana); el estudio en grupo de las escrituras budistas; el cultivo de la amistad espiritual(Kaliana Mitrata); y el disfrute de la poesía, la música y las artes visuales como ayuda a la vida espiritual. 
Al ser ordenados los miembros de la Orden reciben una Kesa. Se trata de una cinta blanca que se lleva alrededor del cuello como símbolo de haberse ordenado en la Orden Budista Triratna. Los "anagaricas", quienes han tomado un voto adicional de celibato, llevan una kesa dorada.

## Los seis énfasis de Triratna
Sangharákshita ha identificado seis énfasis que distinguen la Orden Budista Triratna de otros movimientos budistas. 
- Es un movimiento ecuménico budista
- Consideramos el Ir a Refugio como el acto central y primario del budista
- La Orden es una orden budista unificada
- Los negocios de subsistencia correcta en equipo
- Reconocemos el valor espiritual de las artes
- La importancia de la amistad espiritual

La Orden Budista Triratna es un movimiento ecuménico budista
Triratna es un movimiento ecuménico en el sentido que no adopta y se identifica exclusivamente con una sola tradición oriental budista. Desde esta perspectiva Sangharakshita al fundar la orden toma elementos de todas las escuelas tradicionales según su relevancia para el practicante occidental. Adoptan elementos de la tradición Theravāda como la meditación, de la tradición Mahāyāna como el ideal Bodhisattva y de la tradición Vajrayana como la práctica de Sādhanā. Además se incorporan conceptos modernos tales como la teoría de la evolución y psicología occidental. 
Ir a Refugio como el acto central y primario del budista
Cuando Sangharákshita fundó al Orden se preguntó "¿Qué es lo que todos los budistas tienen en común?" y llegó a la conclusión de que lo que todos los budistas tenían en común era el hecho de que todos han ido al Refugio a las Tres Joyas: al Buda el ideal de la Iluminación, al Dharma el camino de enseñanzas que conduce a ella y a la sangha, la comunidad de los que se encuentran en el sendero.
La Orden es una orden budista unificada
Esto significa que la Orden se encuentra totalmente abierta a hombres y mujeres. Este es su significado básico, su importancia fundamental, porque hay algunas órdenes budistas orientales que no están abiertas a hombres y mujeres en igualdad de condiciones. También es una Orden budista unificada en el sentido de que acepta a las personas, cualquiera que sea su origen cultural, racial o social, y no hacemos ninguna distinción entre las personas con respecto a la orientación sexual.
Los negocios de subsistencia ética
En el Noble camino óctuple se establece como una etapa la subsistencia correcta. En la Orden Budista Triratna este principio merece mucha más atención de lo que normalmente recibe en el budismo tradicional de oriente. Se puede encontrar personas que se consideran budistas devotos, pero a veces hacen dinero de una forma poca ética.
El ideal es pertenecer a un equipo de subsistencia correcta que proporciona una situación muy positiva para los que están trabajando dentro de ellos. La visión de Triratna es que una empresa de subsistencia correcta debe funcionar de forma ética, debe proporcionar un entorno para la práctica espiritual, especialmente para el desarrollo de amistades dentro de la empresa y debe de ser capaz de hacer donaciones para apoyar proyectos sin ánimo de lucro usando la menor cantidad de los recursos de la tierra como sea posible —dentro de límites razonables— en lugar de gastar demasiado en ropa, diversiones, viajes innecesarios o cosas frívolas.
Reconocimiento del valor espiritual de las artes
La experiencia de las artes pueden desempeñar un papel muy importante en el desarrollo espiritual y como tal es reconocido en este movimiento. 
La importancia de la amistad espiritual
La Orden Budista Triratna hace de la amistad espiritual uno de sus ejes fundamentales. En este movimiento no existe la figura del Gurú, sino que Kaliana Mitrata o la amistad espiritual desempeña el papel fundamental en el crecimiento espiritual. En la Orden se considera que tener amigos en el camino es lo que ayuda en el camino hacia el ideal de la Iluminación. La amistad espiritual tienen dos aspectos: uno es vertical, el que se lleva a cabo con tus maestros, con las personas que te enseñan, que te inspiran; y el otro es horizontal, aquellos te dan solidaridad, que te recuerdan, te dan su ejemplo en lo que tratamos de hacer.

## Fundador

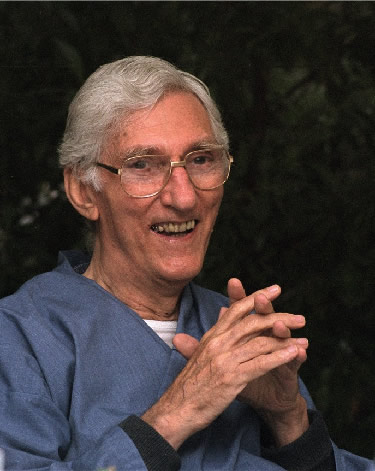
Sangharakshita en 2002

Sangharakshita nació en 1925 en Londres. Cuando tenía 15 años leyó varios textos budistas y se percató entonces de que "él era budista y siempre lo había sido...", ya que coincidía profundamente con lo que el budismo expresa de forma última.
Una de sus labores más notables y apreciadas en la India, fue su trabajo en el movimiento que inició el Doctor Ambedkar de conversión al budismo de los dalits (que dejaron de ser hinduistas de las castas más bajas dentro de esa religión). Hoy en día, gracias a este movimiento, millones de personas en la India se ven libres de este discriminante y cruel sistema de división humana.

## Objetivos
A lo largo del desarrollo histórico del budismo han surgido distintas escuelas que, aunque coinciden en lo principal de la doctrina, difieren en sus énfasis de determinados métodos o prácticas. Así, en ciertas culturas y épocas el budismo ha adquirido características apropiadas a las condiciones imperantes.
De esta manera la Comunidad Budista Triratna, como uno de los movimientos de budismo en occidente, hace hincapié en ciertos aspectos para que su práctica le sea más efectiva y clara a las personas occidentales...
Entre estos aspectos está el de lograr un acercamiento equilibrado a la vida espiritual, de tal forma que cuerpo, mente y emociones se vayan integrando de manera armónica. Así, las distintas prácticas se enfocan a estos tres aspectos en diversas maneras. 
Dentro de estas prácticas la meditación puede considerarse la más importante, ya que al trabajar directamente con nuestra mente podemos desarrollar, de forma más efectiva, estados de conciencia elevados que tendrán un efecto directo sobre nosotros mismos y la manera en que percibimos el mundo. 

### Meditaciones
Todas las meditaciones budistas se pueden dividir en dos grupos: 
1. las prácticas que generan tranquilidad, atención y concentración, se les denomina shamata;
2. las prácticas que llevan a la percatación, visión clara, o el darse cuenta, se les llama vipasana.

Con la meditación como fundamento, en Triratna/AOBO se estimula asimismo la reflexión y el estudio de las principales doctrinas y textos budistas; esto con el fin de lograr una comprensión profunda de ellas y tratar así de acercarnos a una visión correcta de las cosas.
Las prácticas de orden ritual y devocional son muy importantes también, ya que son una forma de involucrar a la imaginación y a las emociones en nuestros esfuerzos para crecer.
Una forma congruente de traducir estas prácticas en términos de acción, son los 5 preceptos, que no son reglas morales ni mandamientos, sino herramientas para transformar la mente, el habla y el cuerpo. Estos son:
1. Abstenerse de dañar a los seres vivos. / Practicar el respeto a la vida y practicar la sensibilidad y amor hacia todo ser vivo.
2. Abstenerse de tomar lo que no nos pertenece / Practicar la generosidad.
3. Abstenerse de una conducta sexual dañina (adulterio, estupro, violación) / Practicar tranquilidad y contento.
4. Abstenerse de un habla falsa / Practicar la veracidad.
5. Abstenerse de intoxicar la mente / Cultivar la claridad y lucidez mental.

### Cuerpo y mente
Asimismo, hay disciplinas que, aunque aparentemente sólo están dirigidas hacia el cuerpo, su objeto principal es la mente y el armonizar las distintas energías.
El Hatha Yoga, el Tai-Chi, Shiatsu, etc.,  pueden ayudarnos así en nuestro sendero de desarrollo